# حلقة سرا (مقاطعة فومن)
حلقة سرا (بالفارسية: حلقه سرا) هي قرية تقع في غيلان في إيران. يقدر عدد سكانها بـ 137 نسمة بحسب إحصاء 2016.